# Мироманова, Надежда Константиновна
Наде́жда Константи́новна Мирома́нова (в девичестве Виногра́дова; род. 1 мая 1958) — советская и российская легкоатлетка, специалистка по многоборьям. Выступала за сборную СССР по лёгкой атлетике в 1980-х годах, рекордсменка мира, чемпионка и призёрка первенств национального значения, обладательница серебряной медали соревнований «Дружба-84». Представляла город Улан-Удэ и спортивное общество «Трудовые резервы». Мастер спорта СССР международного класса (1990). Заслуженный мастер спорта России (1994). Также известна как тренер по лёгкой атлетике.

## Биография
Родилась 1 мая 1958 года.
Занималась лёгкой атлетикой в Улан-Удэ, выступала за добровольное спортивное общество «Трудовые резервы».
Состояла в сборной команде СССР по лёгкой атлетике с 1979 года.
Впервые заявила о себе в сезоне 1981 года, когда на соревнованиях в Кисловодске установила мировой рекорд в семиборье, набрав в сумме всех дисциплин 6181 очков. Будучи студенткой, отправилась представлять страну на летней Универсиаде в Бухаресте, откуда привезла награду серебряного достоинства, выигранную в семиборье. Также в этом сезоне принимала участие в Кубке Европы в Бирмингеме, где вместе со своими соотечественницами стала третьей в командном зачёте.
В 1982 году стала серебряной призёркой на зимнем чемпионате СССР в Гомеле, уступив только Татьяне Потаповой.
В 1983 году окончила Бурятский государственный педагогический институт. На Кубке Европы в Софии была восьмой и второй в личном и командном зачётах соответственно.
В 1984 году одержала победу на зимнем чемпионате СССР в Запорожье, тогда как на летнем чемпионате СССР в Киеве стала второй позади Натальи Шубенковой. Рассматривалась в качестве кандидатки на участие в Олимпийских играх в Лос-Анджелесе, однако Советский Союз вместе с несколькими другими странами восточного блока в конечном счёте бойкотировал эти соревнования по политическим причинам. Вместо этого Виноградова выступила на альтернативном турнире «Дружба-84» в Праге — в семиборье завоевала серебряную медаль, уступив только соотечественнице Наталье Грачёвой.
В 1987 году уже под фамилией Мироманова выиграла серебряную медаль в семиборье на летнем чемпионате СССР в Таллине — здесь её обошла Лариса Никитина.
Завершив спортивную карьеру, в 1989 году перешла на тренерскую работу. С 2005 году работала тренером-преподавателем в Республиканской специализированной детско-юношеской спортивной школе олимпийского резерва в Улан-Удэ. За выдающиеся достижения на тренерском поприще награждена медалью ордена «За заслуги перед Отечеством» II степени (2005) и почётным знаком «За заслуги в развитии физической культуры и спорта» (2013). Мастер спорта СССР международного класса (1990). Заслуженный мастер спорта России (1994). Заслуженный тренер Республики Бурятия (2011).
Ежегодно в Улан-Удэ проводятся соревнования на призы Надежды Миромановой
Её муж Б. В. Мироманов (1945—2016) также оставил значительный след в истории российской лёгкой атлетики, известен как тренер, арбитр, спортивный журналист. Сын Борис и дочь Алёна выступали на всероссийском уровне в толкании ядра и тройном прыжке соответственно, телевизионные деятели.